# Phrurolithus parcus
Espèce
Synonymes
- Herpyllus parcus Hentz, 1847

Phrurolithus parcus est une espèce d'araignées aranéomorphes de la famille des Phrurolithidae.

## Distribution
Cette espèce est endémique d'Alabama aux États-Unis,.

## Publication originale
- Hentz, 1847 : Descriptions and figures of the araneides of the United States. Boston Journal of Natural History, vol. 5, p. 443-478 (texte intéral).